# Shomalia
Shomalia är ett släkte i familjen flockblommiga växter. Det beskrevs av Dmitrij Lyskov 2022.

## Arter
Släktet har två arter som båda förekommer i Iran:
- Shomalia ghafooriana (Akhani) Lyskov
- Shomalia olivieri (Boiss.) Lyskov